# Briquet (alimentation)
Pour les articles homonymes, voir Briquet (homonymie).
Le briquet est le nom régional donné au casse-croûte qu'emportaient avec eux les mineurs dans le nord de la France et en Wallonie à la fin du XIXe siècle et au début du XIXe siècle.

## Légende et étymologie
Une tradition du Nord de la France veut que Raoul Briquet, député du Pas-de-Calais de 1910 à 1917 et avocat-conseil du syndicat des mineurs du Pas-de-Calais, obtint une pause casse-croûte de 20 minutes pour les mineurs de fond, les compagnies minières devant payer cette pause sur le temps de travail, si bien que les mineurs baptisèrent leur casse-croûte de son nom. En réalité, Émile Zola avait déjà fait  allusion au briquet à plusieurs reprises dans son roman Germinal paru en 1885, bien avant l’intervention de Raoul Briquet, ce qui tend à discréditer cette hypothèse liée à la tradition. Le mot briquet se rattache directement au sens de « morceau » par l'intermédiaire d'emplois anciens désignant une forme de pain (attesté en 1264), un morceau de pain, maintenu dans les dialectes du nord,.

## Composition
Le briquet était composé d'une double tartine beurrée garnie de fromage ou de charcuterie.